# Lethrus sohrab
Lethrus sohrab är en skalbaggsart som beskrevs av Nikolajev 1976. Lethrus sohrab ingår i släktet Lethrus och familjen tordyvlar. Inga underarter finns listade i Catalogue of Life.